# Loper (vloerbedekking)

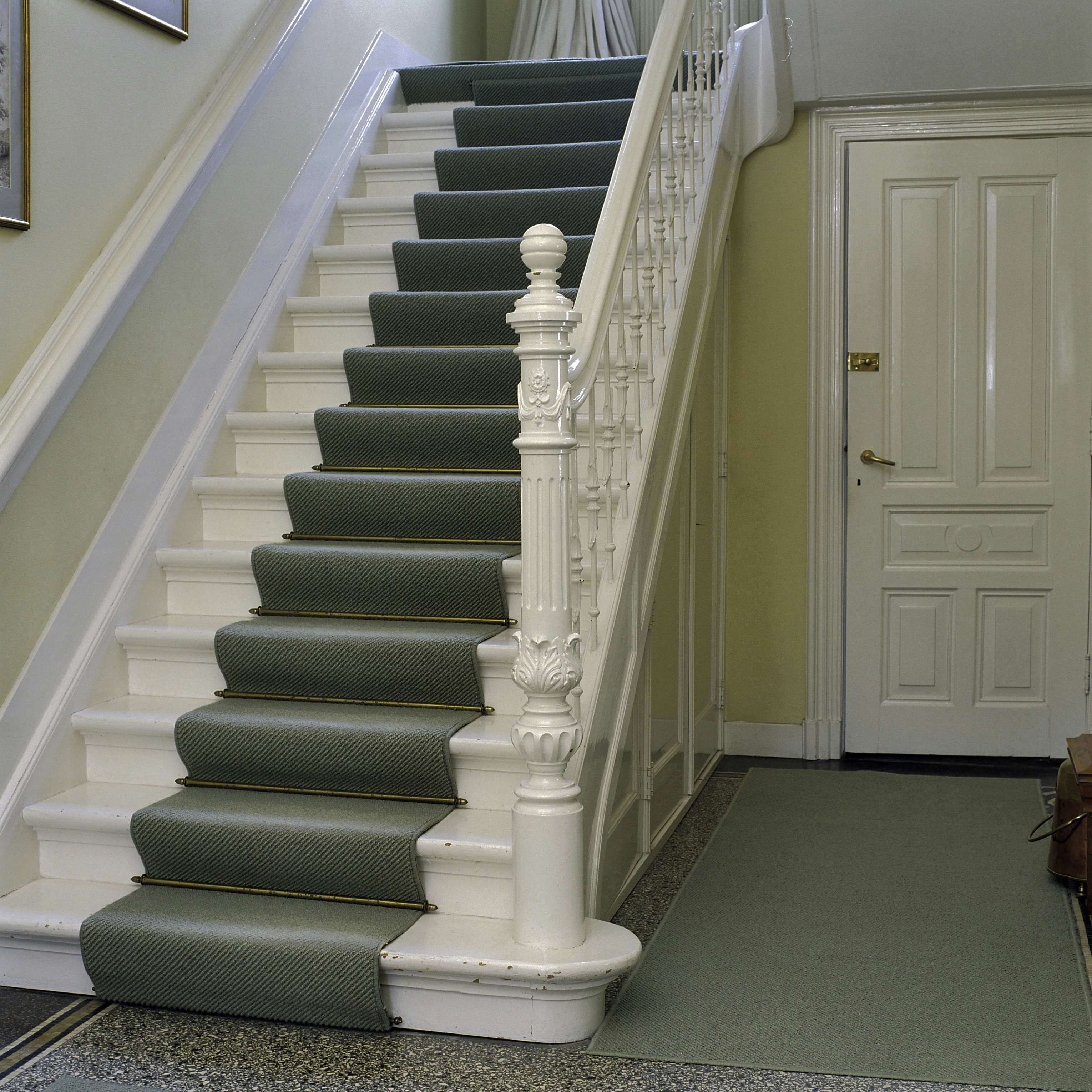
Trap met loper en roeden

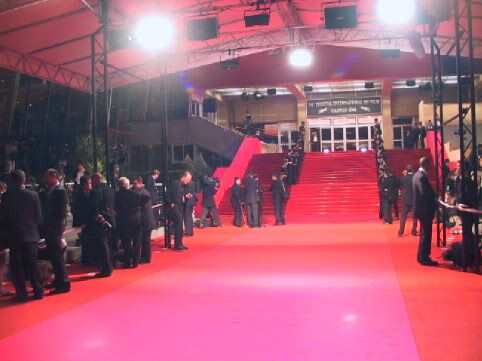
De beroemde rode loper tijdens het Filmfestival van Cannes

Een loper is een lang vloerkleed dat voornamelijk gebruikt wordt om over te lopen.
Een loper kan buitenshuis worden gebruikt om mensen met schone voeten van de auto of ander voertuig naar een gebouw te laten lopen. Dit soort lopers is meestal rood. De uitdrukking de rode loper uitleggen betekent dan ook: iemand gastvrij ontvangen.
Bij aankomst en vertrek van hoogwaardigheidsbekleders wordt vaak de rode loper uitgerold. Dit geeft een evenement een officieel en feestelijk tintje.

## Traploper
Binnenshuis ligt een loper permanent in (lange) gangen en op trappen. In het laatste geval spreekt men van een traploper. De loper is dan vaak bedoeld als demper van het geluid, maar zorgt er ook voor dat het hout of de verf van de trap niet beschadigd wordt. Ook beschermt de loper, die stroever is dan de gladde traptreden, tegen uitglijden.
Traplopers worden met traproedes vastgezet tegen verschuiven. Op de achterzijde van elke trede wordt een roede bevestigd, een ronde stalen buis die over de loper heen loopt. De roede wordt aan weerszijden in zogeheten knologen gestoken, die in het hout geschroefd wordt. 